# Hestroff
Hestroff (Duits: Hessdorf)  is een gemeente in het Franse departement Moselle (regio Grand Est) en telt 393 inwoners (2005). De plaats maakt deel uit van het arrondissement Forbach-Boulay-Moselle.

## Geografie
De oppervlakte van Hestroff bedraagt 7,5 km², de bevolkingsdichtheid is 52,4 inwoners per km².
De onderstaande kaart toont de ligging van Hestroff met de belangrijkste infrastructuur en aangrenzende gemeenten.

## Demografie
Onderstaande figuur toont het verloop van het inwonertal (bron: INSEE-tellingen).